# Niklas Luhmann
Niklas Luhmann (8. prosince 1927 Lüneburg – 6. listopadu 1998 Oerlinghausen u Bielefeldu) byl německý sociolog, teoretik vědy a společenských systémů jakožto autopoietických systémů komunikace.

## Životopis
Luhmann se narodil v pivovarnické rodině, v letech 1946 – 1949 studoval právo ve Freiburgu a pak pracoval ve veřejné správě. Roku 1961 odjel studovat teorii systémů na Harvard k T. Parsonsovi. Od roku 1962 přednášel ve Špýru a od roku 1965 u H. Schelského v Münsteru, kde se také roku 1966 habilitoval. 1969 byl jmenován profesorem sociologie na nově založené univerzitě v Bielefeldu, kde přednášel až do svého penzionování v roce 1993. I potom publikoval a roku 1997 vydal knihu Společnost společnosti (Die Gesellschaft der Gesellschaft), kde se pokusil shrnout výsledky své práce.
Luhmann byl velmi originální myslitel a plodný autor, napsal přes 30 knih o nejrůznějších oblastech společnosti a života. Svoji schopnost produkovat tolik důkladných a nesnadných prací vysvětloval tím, že si od mládí vedl rozsáhlou kartotéku s výpisky. O tuto kartotéku pak po jeho smrti vypukl spor mezi jeho třemi dětmi, který poškodil i vydávání jeho spisů.

## Společnost jako autopoietický systém

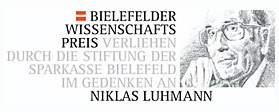
Logo Bielefelder Wissenschaftspreis udělované na počest Niklase Luhmanna

Podobně jako Parsons vychází Luhmann z přesvědčení, že společenské systémy skutečně existují a sociologie z nich musí vycházet. Nestačí tedy empirické výzkumy, které mají jen podpůrný význam. Základní Luhmannova myšlenka je, že tyto systémy nelze chápat jako mechanismy, nýbrž že se spíše podobají živým organismům: samy se vydělují (diferencují) ze svého okolí, s nímž ovšem komunikují, reprodukují se a samy si tvoří své struktury. Luhmann proto přijal koncept autopoietických systémů, vypracovaný teoretickými biology H. Maturanou a F. Varelou.
Společnost není množina osob, nýbrž komunikační struktura, „nejširší celek všech komunikací, za jehož hranicí už nejsou komunikace, nýbrž události jiného typu. Společnost musí – podobně jako živé organismy – komunikovat, reprodukovat se a vyvíjet, jinak se rozpadne a splyne s okolím.“  Právě autoreferenční komunikací, schopností rozlišovat mezi "uvnitř" a "vně", se společnost vyděluje ze svého neuspořádaného okolí, „operativně uzavírá“ vůči němu a uvnitř „redukuje komplexnost“ tím, že zavádí uspořádání a pravidla.
Společenské vědy chápe Luhmann – podobně jako Max Weber – jako nehodnotící popis společnosti. Vzhledem k povaze pozorované a popisované skutečnosti si však musí uvědomovat, že i tyto společenské systémy a podsystémy samy také pozorují své okolí a jednají podle toho; společenské vědy tedy „pozorují pozorovatele“ a jsou „pozorováním druhého řádu“.

## Společnost a její podsystémy
Podobně jako se vyděluje společnost, vydělují se v ní různé funkční podsystémy, a to vždy na základě nějaké „vůdčí diference“ (Leitdifferenz). Tak se hospodářství vyděluje na základě rozlišení „platit – neplatit“, právo na základě rozlišení „právem – neprávem“ a podobně. Podsystémy uvnitř společnosti ovšem komunikují se svým okolím, ale pouze přesně určenými způsoby; tak právní systém přijímá podněty, vydává rozhodnutí, ale jen stanoveným způsobem a určenými kanály. I v tom se tedy podobají živým systémům a jejich látkové výměně apod.
Podsystémy společnosti – například právo, hospodářství, věda, školství, média nebo politika - také nejsou množiny osob, nýbrž funkčně uzavřené struktury, a občan moderní společnosti často funguje v různých rolích, a tedy střídavě v několika z nich. Musí ovšem pečlivě rozlišovat, kdy jedná (komunikuje) například jako soudce, kdy jako vědec a kdy jako občan.
Protože základem fungování společností je komunikace, záleží velmi i na tom, jakými způsoby se komunikuje. Mezi společnostmi s ústní (orální), písemnou a masovou komunikací je podstatný rozdíl. V moderních společnostech tudíž hrají významnou úlohu komunikační média, zejména masová, která „udržují v napětí vnímavost společnosti“ a podporují tak její schopnost pracovat s informacemi.

## Vliv a význam
Luhmannův přístup a jeho dílo mělo a má velký vliv zejména na německou sociologii, kde je patrně nejvýznamnější současnou školou. Jeho myšlenky se však prosazují i v psychologii, v teorii managementu a médií, v literární vědě a ve filosofii. Zejména základní myšlenka, že pro vystižení povahy společenských jevů se metafora „autopoietického“ organismu, jeho oddělení od okolí, látkové výměny, dráždivosti a reprodukce hodí lépe než metafory mechanické, ovlivnila myšlení o společnosti i daleko za hranicemi Německa.

## Spisy
Luhmann napsal několik knih o teorii systémů, organizaci a společnosti, dále řadu knih o společenských podsystémech (Das XX der Gesellschaft), čtyřsvazkovou Strukturu společnosti a sémantiku, šest svazků statí Soziologische Aufklärung a řadu knih o různých tématech, například o moci a organizaci, o plánování a riziku, o funkci náboženství, o ekologické komunikaci nebo o důvěře.
Česky vyšlo:
- Náboženství společnosti, Praha 2015
- Realita masmédií, Praha 2014
- Sociální systémy: nárys obecné teorie, Brno 2006
- Láska jako vášeň a Paradigm lost, Praha 2002